# Luca Cesana
Luca Cesana (Erba, 17 luglio 1997) è un cestista italiano.

## Carriera

### Club
Cresciuto nel vivaio della Pallacanestro Cantù, ha esordito in Serie A nella stagione 2013-2014 (una presenza contro la Sutor Montegranaro il 27 aprile 2014). Nell'annata successiva ha giocato in Serie C 2014-2015 con la squadra satellite Team ABC Cantù, disputando 16 partite con 10,4 punti di media.
Nella stagione 2015-16, a 18 anni, è quindi entrato stabilmente in prima squadra, con cui ha esordito inoltre nella FIBA Europe Cup 2015-2016.
Nel 2016 campione d'Italia con la squadra Under-20 della Pallacanestro Cantù.
Il 12 agosto 2016 viene ceduto in prestito alla Blu Basket 1971, militante in serie A2; viene confermato anche per la stagione successiva, prima di essere ceduto, il 26 dicembre 2017, all'Eurobasket Roma.

### Nazionale
Nel 2013 ha partecipato, con l'Italia under 16, all'Europeo di categoria, che l'Italia ha concluso al 4º posto.
L'anno successivo ha disputato con l'Italia under 17 i Mondiali 2014 tenutisi a Dubai, in cui ha registrato 7 presenze, con una media di 3 punti in 10,9 minuti.
Nel 2015 ha quindi partecipato all'Europeo Under-18, con l'Italia under 18, concludendolo con 9,4 punti e 5 rimbalzi nei 25,8 minuti giocati a partita (miglior marcatore e rimbalzista italiano).